# Bètamou Fidèle Aymar Tamini
Pour les articles homonymes, voir Tamini.
Bètamou Fidèle Aymar Tamini né le 2 avril 1980 à Koudougou est un homme d'État, homme de culture et homme de médias burkinabè. Doctorant en science de gestion, il assure la fonction de Secrétaire Général du ministère de la Communication, de la Culture, du Tourisme et des Arts du Burkina Faso dans le gouvernement Tambèla depuis le 16 novembre 2022.

## Biographie

### Enfance et études
Fidèle Aymar Tamini naît à Koudougou au Burkina Faso. Il y grandit et y fait ses études primaires et secondaire. Il s’inscrit à l’Institut des Sciences et de Technique de l’information et de la communication après l’obtention de son baccalauréat, option technique. En 2003, il obtient le diplôme d’agent de maitrise de l’information. Il soutient son mémoire sur le thème : « La télévision du Faso face à la célébration de la fête nationale: l'illustration par la retransmission en direct du défilé du 11 décembre à Ouahigoua ».
De 2008 à 2010, il fait la formation aux métier du cinéma et de l’audiovisuel à l'École nationale d'administration et de magistrature (ENAM) et obtient le diplôme d’ingénieur du cinéma et de l’audiovisuel. En 2011, Fidèle se forme en science de gestion sanctionné d’un diplôme de master 2 après une soutenance sur le thème : « La gestion des compétences dans les établissements publics de l’État du Burkina Faso : Cas de la RTB ».
Son MBA est suivi d’une thèse en cours sur le thème : « Rétention des talents dans les entreprises : identification des pratiques dans les télévisions privées au Burkina Faso et évaluation de leur efficacité ».

### Carrière professionnelle
Fidèle Tamini est le secrétaire général du ministère de la communication, de la culture, des arts et du tourisme depuis novembre 2022 après l’évènement du MPRS 2 d'Ibrahim Traoré. Avant ce poste, il a été le directeur général de la société burkinabè de télédiffusion (SBT) de 2021 à 2022. De 2016 à 2020, il était le directeur général de la radio Oméga (Groupe Oméga Média). Fidèle a occupé les postes de chef de station de télévision de la RTB2 Centre. Enseignant vacataire à l’Institut supérieur de l’image et du son (ISIS/SE) il enseignait le module de la « réalisation multi caméra » et à l’Institut des sciences et techniques de l’information et de la communication (ISTIC), le module de : « prise de vues/ camera.
Il a été le président du comité d'organisation du Fespaco 2023,,, la Semaine nationale de la culture 2023 et du SITHO 2023.
Le 16 novembre 2022, il est nommé secrétaire général du ministère de la communication, des arts, de la culture et du tourisme. Il remplace à ce poste Victorien Aimar Sawadogo.

## Distinctions
- Prix Burkinabè de la qualité (catégorie maitrise de la qualité) pour la gestion de la Société Burkinabé de Télédiffusion (2022)

- Prix Burkinabè de la qualité (catégorie engagement dans la qualité) pour la gestion de la radio Oméga (2019)

- Chevalier de l’ordre du mérite des lettres, des arts et de la communication, agrafe Radiodiffusion, Télévision, Presse écrite

- Prix spécial Ministère des droits humains pour le film Mère pas comme les autres, Galian, 2009

- Prix spécial Ministère de l’éducation pour le film Mère pas comme les autres, Galian, 2009.